# 동부초등학교 (창원시)
동부초등학교는 대한민국 경상남도 창원시에 있는 공립 초등학교이다.

## 학교 연혁
- 1967년 10월 17일: 개교

```
   
2018년
 
2월 14일
: 제49회 졸업(117명 졸업, 총 8,718명 졸업)
```

## 참고 자료
- 동부초등학교 - 한국교육학술정보원 학교알리미